# Zinker

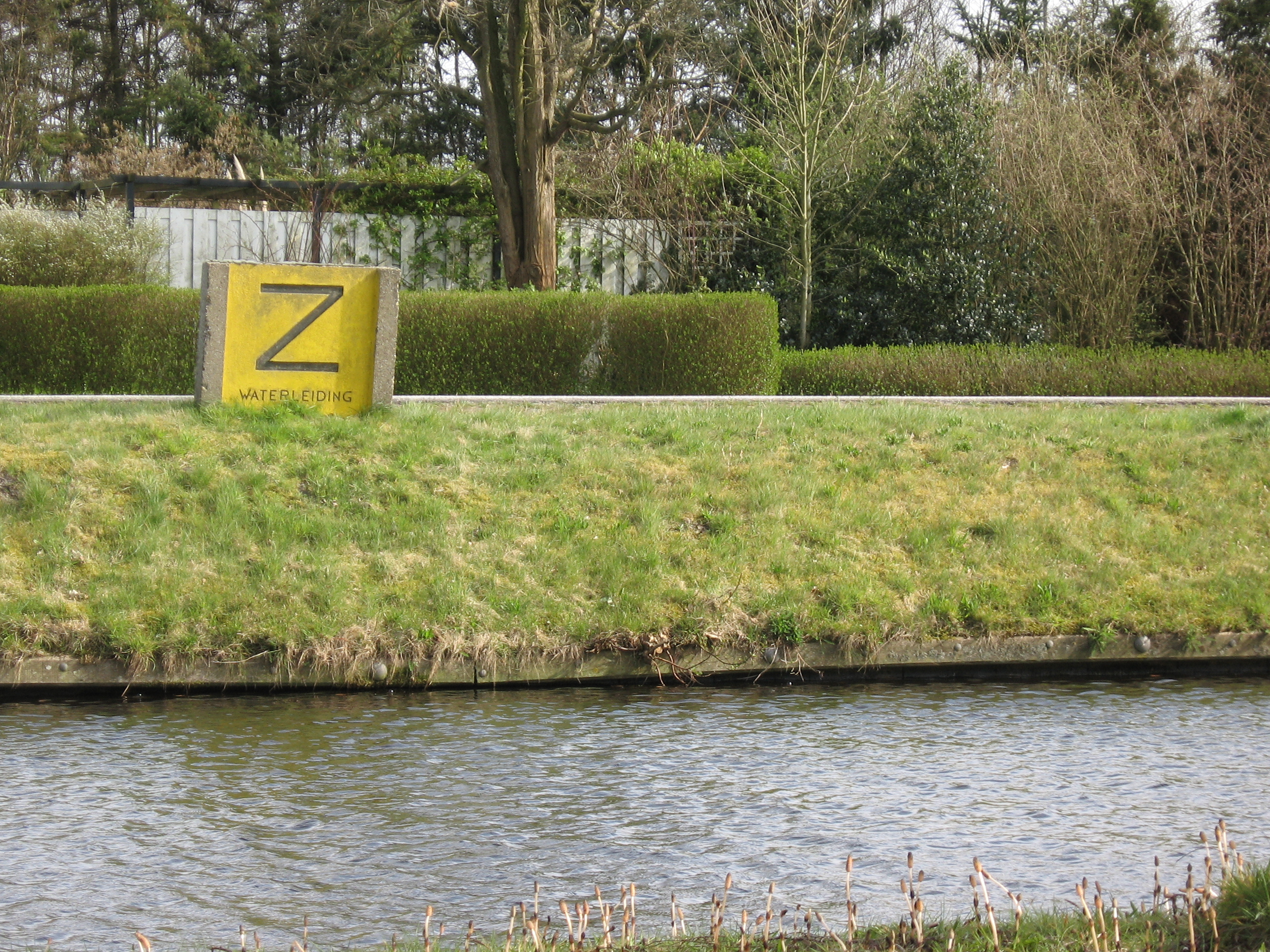
Markering

Een zinker is een leiding die een watergang ondergronds kruist.
Deze leiding heeft men dan laten afzinken op of in de waterbodem. Het kan daarbij gaan om een kabel of buisleiding en anders dan veelal gedacht, behoeft deze niet altijd in een afzonderlijke mantelbuis te liggen: een gezinkerde kabel is niets anders dan een afgezonken kabeldeel. Omdat afzinking geen garantie geeft voor de diepteligging van de leiding over langere tijd, wordt deze werkwijze sinds ongeveer het jaar 2000 niet meer toegepast. Bij kleine watergangen zoals poldersloten wordt gebruikgemaakt van een zogenaamde boogzinker, een gekromde mantelbuis die onder de waterbodem door wordt geperst en waar de leiding in komt te liggen. Bij grote watergangen wordt  horizontaal gestuurd boren toegepast. Deze techniek is ontwikkeld vanuit de mijnbouw en maakt gebruik van een boormachine (de zogenaamde rig) die in plaats van verticaal, zoals bij de exploratie van delfstoffen, onder een zekere verstelbare hoek horizontaal boort.     

## Zinkerbord
Wanneer zich in een watergang een zinker bevindt, werd vroeger ook een zinkerbord, een geel bord met een grote zwarte Z boven de leiding in de waterkant geplaatst. Gezinkerde kabels werden met een vergelijkbaar bord aangegeven, zij het dat daarop een K stond. Omdat de zinkertechniek niet meer wordt toegepast en de Wet tot regeling van het bakenwezen op openbare wateren (bakenwet 1895) die de aanlegger van de zinker verplichtte tot het plaatsen van de zinker- en kabelborden in 1988 is ingetrokken, zijn dergelijke borden obsoleet geworden. Ze dienden ertoe te waarschuwen voor de ligging van de zinker en nabij zinkers geldt voor schepen een ankerverbod. Ook voor grondroerders, zoals baggeraars, waren de borden vroeger van groot belang. Dit is nu achterhaald omdat bij ieder mechanisch grondroerdend werk (graven, baggeren, heien e.d.) het doen van een KLIC-melding wettelijk verplicht is (artikel 2 WIBON). Daarmee worden de tekeningen verkregen van alle leidingbeheerders die ter plaatse van het werk belangen hebben en aan de hand daarvan moet de daadwerkelijke ligging van de leidingen in het werkgebied worden vastgesteld voordat het werk wordt aangevangen.
De term zinker wordt ook wel gebruikt voor een riool- of andere leiding die plaatselijk dieper is gelegd om een bepaald object (dus niet noodzakelijkerwijs een watergang) te kruisen.